# Karl Friedrich Wider
Karl Friedrich Wider (* 1792 in Erbach (Odenwald); † 1841 in Waldmichelbach) war ein deutscher Arachnologe des 19. Jahrhunderts. Er war Pastor (lutherischer Oberpfarrer) in Beerfelden.

## Leben
Über ihn ist kaum etwas bekannt. Er studierte Theologie in Tübingen. 1820 wurde er Pfarrer in Beerfelden. Er hatte vier Kinder. Ein Sohn war Apotheker und Postmeister in St. Louis/USA. Am 1. Mai 1828 wurde er vom zweiten zum ersten Pfarrer in Beerfelden befördert. Er wird noch im Hof- und Staatshandbuch des Großherzogthums Hessen für das Jahr 1841 als Oberpfarrer in Beerfelden geführt.
Seine umfangreiche Spinnensammlung kam 1833 mit seinen Manuskripten durch Schenkung an das Senckenberg Museum, wo sie Adolph Reuss bearbeitete und 1834 einen Katalog herausgab (Zoologische Miscellen: Arachniden, Museum Senckenbergianum 1, 1834, S. 195–281). Er befasste sich um 1825 mit Spinnen.
Sein Werk von 1834 enthielt 59 Erstbeschreibungen mit Zeichnungen deutscher Spinnenarten, viele auch heute noch valide. Von ihm stammen unter anderem Erstbeschreibungen der Spinnen Coelotes terrestris aus der Familie der Agelenidae, Crustulina guttata aus der Familie der Kugelspinnen (Theridiidae) und aus der Familie der Linyphiidae Erigone dentipalpis, Macrargus rufus, Neriene peltata, Tapinopa longidens, Tenuiphantes tenebricola und Walckenaeria antica.
Seine Sammlung von einigen hundert Spinnen bildet den ältesten Bestandteil der Spinnen-Sammlung des Senckenberg-Museums und ist noch erhalten, ebenso wie seine außergewöhnlich guten detaillierten handkolorierten Zeichnungen von Spinnen.
Nach ihm benannt sind die Spinnen Allochernes wideri (C. L. Koch, 1843) aus der Familie Chernetidae und Ceratinella wideri (Thorell, 1871) aus der Familie Linyphiidae.